# إنسولين مستنشق

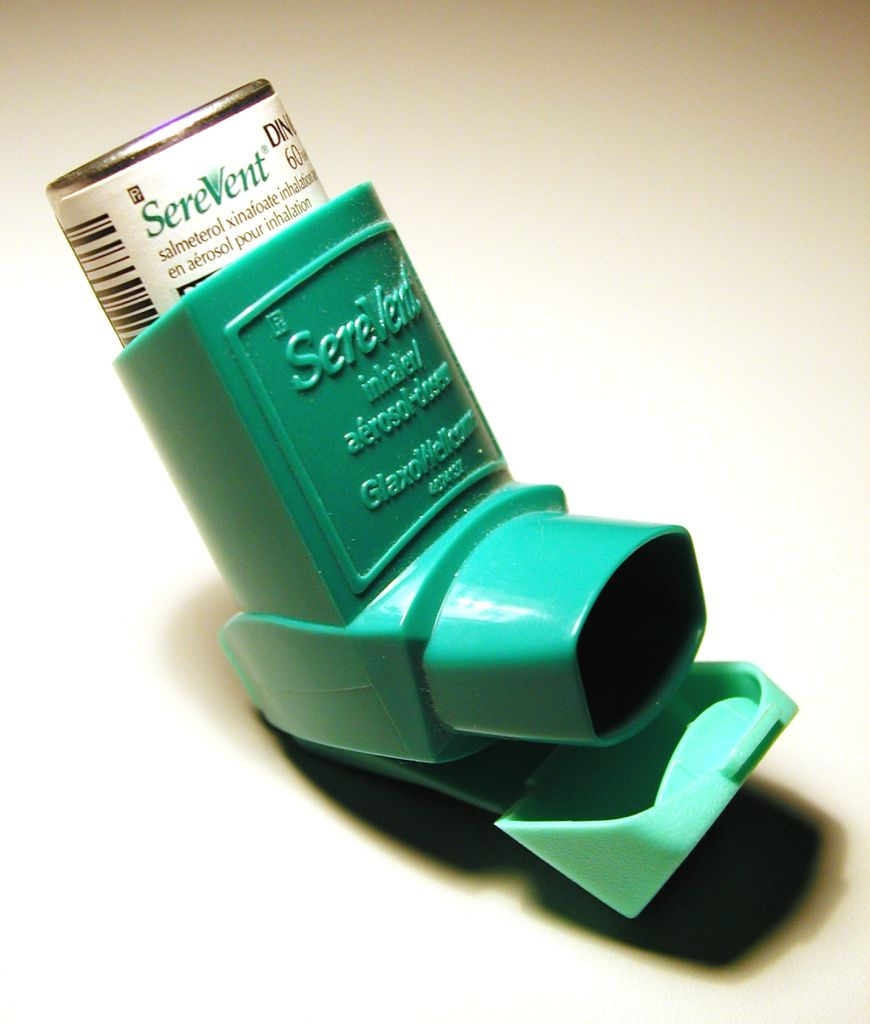

الإنسولين المستنشق هو مسحوق من الإنسولين، يتم توصيله عن طريق جهاز الاستنشاق إلى الرئتين حيث يتم امتصاصه. بشكل عام، تم امتصاص الإنسولين المستنشق بشكل أسرع من الإنسولين المحقون تحت الجلد، وذو تركيز ذروة وأيض أسرع.
أصبح إكسيبرا (Exubera)، التي طورتها إنهول للمداواة (التي سميت فيما بعد نكتار للمداواة)، أول منتج للإنسولين المستنشق تم تسويقه في عام 2006 بواسطة فايزر، لكن المبيعات الضعيفة دفعت شركة فايزر إلى سحبها في عام 2007. أفريزا (Afrezza)، إنسولين مستنشق أحادي الشكل طوره مان كايند، تمت الموافقة عليه من قبل إدارة الدواء والغذاء الأمريكية في عام 2014. في عام 2013 تمت الموافقة على بيع دايبريزا (Dypreza)، وهو إنسولين مستنشق طورته شركة هاي لاندز للصناعات الدوائية في أوروبا، وفي الولايات المتحدة في عام 2016. ومع ذلك، أدت حالات أمراض الرئة المزمنة إلى سحب الدواء في عام 2018 من قبل وكالة الأدوية الأوروبية.

## التاريخ
تم إدخال الإنسولين من قبل Banting and Best جامعة تورنتو في عام 1921 كعامل قابل للحقن. قدم الباحثون الألمان لأول مرة فكرة الإنسولين المستنشق في عام 1924. تبعها سنوات من الفشل حتى أدرك العلماء أنهم قد يكونون قادرين على استخدام تقنيات جديدة لتحويل الإنسولين إلى مسحوق مركز مع جزيئات بحجم الاستنشاق.
في ثمانينيات القرن الماضي، طورت نكتار للمداواة تقنية لتحويل الإنسولين إلى جزيئات صغيرة، ثم تم ترخيص هذه التقنية لشركة فايزر. قامت شركة الكيرمس بتطوير جهاز توصيل قاموا بترخيصه لشركة إيلي ليلي وشركاءه.
بمجرد تطوير طرق ملموسة، بدأت الاختبارات البشرية في أواخر التسعينات. في يناير 2006، وافقت إدارة الغذاء والدواء الأمريكية (FDA) على استخدام إكسيبرا (Exubera)، وهو شكل من أشكال الإنسولين المستنشق طورته شركة فايزر. تمت الموافقة عليه في المملكة المتحدة في أغسطس 2006 ولكن تم تعويضه من قبل الخدمة الصحية الوطنية فقط للأشخاص الذين لديهم مشاكل مع الإبر. خلصت مراجعة منهجية عام 2007 إلى أن الإنسولين السداسي المستنشق (إكسيبرا) «فعال، ولكن ليس أفضل من حقنة الإنسولين قصيرة المفعول. والتكلفة الإضافية له أكثر بكثير مما تجعله غير مجدي.» في عام 2007، أعلنت شركة فايزر أنها لم تعد تصنع أو تسوق إكسيبرا. وفقا لرئيس مجلس الإدارة والرئيس التنفيذي جيفري كيندلر، كان ذلك بسبب فشل إكسيبرا في الحصول على قبول بين المرضى والأطباء. في وقت إيقاف إكسيبرا، كانت العديد من الشركات الأخرى تستعمل الإنسولين المستنشق بما في ذلك الكيرماس التي تعمل مع إيلي ليلي وشركاءه وشركة مان كايند وأراديم (Aradigm) التي تعمل مع نوفو نورديسك. تم إيقاف جميع هذه المنتجات بحلول مارس 2008 باستثناء منتج أفريزا من مان كايند، لأن المستثمرين قرروا جميعًا سحب التمويل.
وفقًا للنتائج المقدمة في اجتماع عام 2018 للجمعية الأمريكية للسكري (ADA)، يزيد أفريزا (Afrezza) من الوقت الذي تظل فيه مستويات الجلوكوز في الدم في المستوى الطبيعي (70 - 180 مجم/ديسيلتر)، مما يقلل كلًا من ارتفاع الجلوكوز في الدم والوقت المستغرق لنقص السكر في الدم لدى البالغين المصابين بالنوع الأول من السكر، مقارنة بالإنسولين أسبارت.